# (37031) 2000 UD8
2000 UD8 (asteroide 37031) é um asteroide da cintura principal. Possui uma excentricidade de 0.12556190 e uma inclinação de 1.35293º.
Este asteroide foi descoberto no dia 24 de outubro de 2000 por LINEAR em Socorro.